# Evert Kooijman
Evert Kooijman (Geleen, 28 januari 1996) is een Nederlandse handbalspeler die sinds 2021 speelt bij Volendam.

## Biografie
Kooijman begon zijn handbalcarrière in 2006 bij Sittardia, en speelde tussen 2013 en 2017 bij Limburg Lions. In 2017 maakte Kooijman bekend dat hij de overstap maakte naar het Belgische Achilles Bocholt. Na vier seizoenen bij de Bocholtenaren gespeeld koos Kooijman om terug te gaan naar Nederland. Daar sloot hij een contract bij Volendam.
Kooijman maakte op 29 oktober 2017 zijn debuut in de A-selectie van het Nederlands handbalteam tegen België. Kooijman nam op het laatste moment niet meer deel uit van de selectie die deelnam aan EK 2020.